# 全国知的障害者スポーツ大会
全国知的障害者スポーツ大会（ぜんこくちてきしょうがいしゃスポーツたいかい）は、1992年の東京大会から設立され、2000年の岐阜大会まで開催されたスポーツ大会。愛称はゆうあいピック。主催は厚生省・全日本手をつなぐ育成会・日本知的障害者愛護協会と開催都道県と政令市などであった。開会式には高円宮夫妻が御臨場されていた。ただし第1回のみ皇太子徳仁親王が御臨場。
国際連合主催「国連障害者の10年」の最終年を記念した事業として第1回全国精神薄弱者体育大会が東京都で行われた。
しかし、第4回兵庫・神戸大会は阪神・淡路大震災のため中止された。
2000年の岐阜大会で大会旗は返納し、全国身体障害者スポーツ大会と統合され、全国障害者スポーツ大会となった。

## 開催地
| 回数 | 年     | 開催地           | スローガン                          |
| ---- | ------ | ---------------- | ----------------------------------- |
| 1    | 1992年 | 東京都           | 手をつなぎ、この感動を分か ちあおう |
| 2    | 1993年 | 熊本県           | であい 友愛 わかちあい              |
| 3    | 1994年 | 群馬県           | いま 君がすばらしい                 |
| 4    | 1995年 | 兵庫県・神戸市   |                                     |
| 5    | 1996年 | 北海道・札幌市   |                                     |
| 6    | 1997年 | 愛知県・名古屋市 |                                     |
| 7    | 1998年 | 茨城県           |                                     |
| 8    | 1999年 | 島根県           |                                     |
| 9    | 2000年 | 岐阜県           | 今 きみがいちばん光ってる           |

※第4回大会は阪神・淡路大震災のため中止